# Tyrone Edgar
Tyrone Edgar (né le 29 mars 1982 à Greenwich) est un athlète britannique, spécialiste du sprint. Il mesure 1,82 m pour 72 kg.

## Carrière sportive
À Munich, le 23 juin 2007, il remporte avec le relais britannique la Coupe d'Europe avec Craig Pickering, Marlon Devonish et Mark Lewis-Francis en 38 s 30.
À Annecy, le 21 juin 2008, il remporte le 100 mètres en Coupe d'Europe des nations d'athlétisme en 10 s 20.
Il fut éliminé en demi-finale des Jeux olympiques de Pékin en 2008 après avoir terminé 7e en 10 s 18.
Lors des Championnats du monde de Berlin en août 2009, il fait partie des quatre seuls athlètes européens (avec son compatriote britannique Dwain Chambers, le Norvégien Jaysuma Saidy Ndure et le Français Martial Mbandjock) à se hisser en demi-finales du 100 m. Il sera disqualifié de sa demi-finale.

## Meilleures performances
- 60 m en salle : 6 s 60 à Fayetteville, ( États-Unis) le 13 février 2004
- 100 m : 
  - 10 s 06 en 2008 à Genève, ( Suisse) le 31 mai 2008
  - 10 s 13 (+1,3 m/s) Athletissima à Lausanne, ( Suisse) le 10 juillet 2007
- 200 m : 20 s 96 (+0,4 m/s) 	(moins de 22 ans) à Mannheim, ( Allemagne) le 16 juin 2001